# Callionymus meridionalis
 Callionymus meridionalis és una espècie de peix de la família dels cal·lionímids i de l'ordre dels cipriniformes que es troba a Indonèsia.